# Dwight Evans
Dwight Michael "Dewey" Evans (nascido em 3 de novembro de 1951)  é um ex-jogador de beisebol profissional que atuou como campista direito e rebatedor destro e que jougou pelo Boston Red Sox (1972–90) e Baltimore Orioles (1991) na Major League Baseball.
Evans ganhou oito Gold Glove Award (1976, 1978–79 e 1981–85). Nas décadas de 1970 e 1980, Evans jogou como campista externo ao lado do membro do Hall of Fame Jim Rice bem como Fred Lynn e Tony Armas.